# Olbers paradox

Olbers paradox

Olbers paradox är en paradox inom kosmologin, som uppmärksammar att det inte är lika ljust överallt på himlen, som den genomsnittliga stjärnans ljusstyrka. Den tyske läkaren och privatastronomen Heinrich Wilhelm Olbers var inte först (1823) med att fråga varför det är mörkt på natten, men har likväl fått ge namn åt gåtan.

## Gåtans formulering
Frågan uppstod dock inte förrän astronomerna börjat inse att stjärnorna är solens likar och att universum möjligen är oändligt. Den romerske filosofen Lucretius lärodikt Om tingens natur återupptäcktes 1417 och influerade (1576) Thomas Digges tankar, när han tog första steget och avskaffade Aristoteles fixstjärnesfär. Själva paradoxen uppmärksammades sedan av Johannes Kepler 1610 följd av Edmond Halley och Cheseaux på 1700-talet. 

### Premisser
Olbers paradox förutsätter att universum är oändligt stort och innehåller oändligt många stjärnor, som är någorlunda jämnt utspridda. Mer eller mindre underförstådda premisser var också att universum är statiskt och oändligt gammalt.

### Motsägelsen
Eftersom det i varje riktning på stjärnhimlen borde finnas en stjärna på tillräckligt långt avstånd, om universum är oändligt, så borde hela stjärnhimlen vara täckt av stjärnor (många i och för sig på biljontals ljusår avstånd). (Antal stjärnor på ett givet avstånd bör öka med kvadraten på avståndet eftersom ytan på en sfär ökar så. Medan den skenbara ljusstyrkan hos stjärnor minskar med kvadraten på avståndet. Så den sammanlagda ljusstyrkan hos alla stjärnor på ett givet avstånd borde vara samma oberoende av avstånd). Olbers själv föreslog en lösning på detta: ljuset absorberades av stoftmoln mellan stjärnorna. Men fram mot mitten av 1800-talet, då termodynamikens lagar formulerades, stod det klart att molnens temperatur skulle öka av det absorberade ljuset tills de själva började lysa.

## Kosmologisk betydelse
En korrekt kosmologi måste kunna förklara varför det är mörkt på natten. Eftersom en närmare granskning är en grannlaga uppgift, har många forskare under åren intresserat sig för gåtan och många gånger oberoende av varandra kommit till vitt skilda svar. Det är därför lite av antiklimax efter en långvarig vetenskaplig dispyt att det korrekta svaret är detsamma som den oinvigde vanligen ger, nämligen att stjärnljus är alltför svagt för att fylla det mörka universum.
Universums expansion löser paradoxen. Men det finns även andra tänkbara lösningar. Den amerikanske kosmologen Edward R. Harrison (2000) påtalar att även ett statiskt Newtonskt universum har en mörk natthimmel och anvisar en metod att strukturera problemlösningen.

## Lösningsförslag
Dagens mainstream-förklaring bygger på Big Bang. I ett universum som uppstår ur Big Bang är inga stjärnor äldre än den tid som förflutit sedan Big Bang.  Alltså når inget stjärnljus oss från avstånd bortanför "partikelhorisonten". Ljuset från eventuella stjärnor längre bort har inte hunnit hit. Men Big Bang introducerar istället en ny Olbers-liknande paradox – i alla riktningar på himlen borde synlinjen sluta i det heta täta tillståndet kort efter Big Bang och natthimlen borde även i ett big-banguniversum vara ljus. Denna nya paradox löses av den rödförskjutning som universums expansion orsakar. Universum har blivit mer än tusen gånger större sedan natthimlens bakgrundsljus sändes ut och ljuset har rödförskjutits till mikrovågor. Ett mikrovågsteleskop "ser" mycket riktigt en ljus natthimmel, den kosmiska bakgrundsstrålningen.
Diskussionen kring Olbers paradox har en lång historia och ger en intressant bild av hur vetenskaplig teori- och mytbildning kan gå till, särskilt som många moderna läroböcker i kosmologi fortfarande ger missvisande svar på ”paradoxen”. Det visar sig fruktbart att tolka förslagen till lösningar utifrån de två möjliga alternativen – antingen är himlen helt täckt av överlappande stjärnor eller också är den inte täckt med stjärnor. Gåtan kan då formuleras antingen Varför fattas stjärnljus? eller Varför fattas det stjärnor?
Ett urval av förslagsställare:

### Förespråkare för stjärntäckt himmel
| Lösning                         | Författare             | Årtal |
| ------------------------------- | ---------------------- | ----- |
| Stjärnljuset för svagt          | Thomas Digges          | 1576  |
| Geometrisk effekt               | Edmond Halley          | 1720  |
| Interstellära hinder            | Jean-Philippe Chéseaux | 1744  |
| Interstellära hinder            | Heinrich Olbers        | 1823  |
| Fördunkling från mörka stjärnor | Fournier d’Albe        | 1907  |
| Statiskt steady state           | William D. MacMillan   | 1922  |
| Rödförskjutning                 | Hermann Bondi          | 1955  |

### Förespråkare för glest täckt himmel
| Lösning                | Författare                 | Årtal |
| ---------------------- | -------------------------- | ----- |
| Mörk kosmisk vägg      | Johannes Kepler            | 1610  |
| Stoiskt finit kosmos   | Otto von Guericke          | 1672  |
| Stoiskt finit kosmos   | Agnes Clerke               | 1890  |
| Stoiskt finit kosmos   | Harlow Shapley             | 1917  |
| Hierarkisk struktur    | John Herschel              | 1848  |
| Hierarkisk struktur    | Richard Proctor            | 1870  |
| Kosmos ålder för kort  | Edgar Allan Poe            | 1848  |
| Kosmos ålder för kort  | Johann Heinrich von Mädler | 1861  |
| Kosmos ålder för kort  | Lord Kelvin                | 1901  |
| Hierarkiskt - fraktalt | Carl Charlier              | 1922  |
| Fyllotid för lång      | Edward R. Harrison         | 1964  |
| Hierarkiskt - fraktalt | Benoit Mandelbrot          | 1974  |

Förespråkare för en helt stjärntäckt himmel var i majoritet, men Edgar Allan Poe anses vara den förste som kom på lösningen, beskrivet i hans kosmologiska essä, Eureka 1848. Han kommer fram till denna insikt efter att ha begrundat Pierre-Simon de Laplaces nebulosahypotes. Tyvärr var han fel person i fel tid och i fel forum för att få gehör för sin framsynthet. 
Det blev Lord Kelvin, som 1901 i en artikel On ether and gravitational matter through infinite space kom med kvantitativa argument som höll måttet, trots att han inte hade tillgång till moderna mätdata. Men Kelvin var uppenbarligen inte heller den som vid 77 års ålder väntades lösa gåtan och det dröjde länge innan hans artikel kom fram i ljuset.
Därför kunde fortfarande nya alternativ föreslås och 1907 föreslog Fournier d’Albe fördunkling genom mörka stjärnor. 1922 kom svenske astronomen Carl Charlier med en förklaring grundad på ett hierarkiskt uppbyggt universum och MacMillan agerade samtidigt utifrån ett statiskt Steady state för en tidig version av trött ljus.
I början av 1930-talet, efter Edwin Hubbles upptäckt av galaxernas rödförskjutning, tog Steady state-teorin och Big Bang-teorin form, modeller som beskriver ett expanderande universum och paradoxen föreföll upplöst.